# José Luis Doreste
José Luis Doreste Blanco (Las Palmas de Gran Canaria, 19 de septiembre de 1956) es un deportista español que compitió en vela en las clases Star y Finn. Peretenece a una familia de regatistas, en la que han destacado su hermano menor Luis, bicampeón olímpico, y sus hermanos Manuel y Gustavo. Después de su carrera deportiva, ha ejercido en su profesión de médico deportivo.
Participó en cinco Juegos Olímpicos de Verano, obteniendo una medalla de oro en Seúl 1988 en la clase Finn, el 12.º lugar en Montreal 1976 (Finn), el 17.º en Moscú 1980 (Finn), el séptimo en Los Ángeles 1984 (Star) y el séptimo en Atlanta 1996 (Star).
Ganó tres medallas en el Campeonato Mundial de Finn entre los años 1977 y 1987, y una medalla de oro en el Campeonato Europeo de Finn de 1988. Además obtuvo dos medallas de oro en el Campeonato Mundial de Star, en los años 1982 y 1983, y dos medallas en el Campeonato Europeo de Star, oro en 1982 y plata en 1993.

## Biografía

### Trayectoria deportiva
Se formó en el Real Club Náutico de Gran Canaria, en clase optimist, aunque posteriormente se trasladó a Barcelona, donde desarrolló la mayor parte de su carrera como regatista.
Participó en cinco Juegos Olímpicos (Montreal 1976, Moscú 1980, Los Ángeles 1984, Seúl 1988 y Atlanta 1996), consiguiendo la medalla de oro en Seúl 1988 en la clase Finn y diploma olímpico en Los Ángeles 1984 y Atlanta 1996 con dos séptimos puestos en la clase Star.
También fue campeón del mundo en la clase Star junto con Antonio Goróstegui Ceballos (1982 y 1983) y de Europa (1982). En la clase Finn fue también campeón del mundo (1987) y de Europa (1988).
Ha formado parte de la tripulación del Bribón, como caña, junto a Juan Carlos I. Tras dejar las regatas ha navegado en clase crucero, logrando varios campeonatos en IMS 500.

### Carrera médica
Licenciado en Medicina por la Universidad Autónoma de Barcelona, completó sus estudios en Alemania y Francia, especializándose en Medicina Deportiva en la Universidad Paul Sabatier de Toulouse.
En 1985 ingresó en el Instituto Dexeus como responsable del Servicio de Medicina del Deporte. En la actualidad es director médico del Instituto Catalán de Traumatología y Medicina del Deporte (ICATME), en el referido hospital.

## Palmarés internacional
| Juegos Olímpicos   | Juegos Olímpicos         | Juegos Olímpicos  | Juegos Olímpicos |
| Año                | Lugar                    | Medalla           | Clase            |
| ------------------ | ------------------------ | ----------------- | ---------------- |
| 1988               | Seúl (Corea del Sur)     | Medalla de oro    | Finn             |
| Campeonato Mundial |                          |                   |                  |
| Año                | Lugar                    | Medalla           | Clase            |
| 1977               | Palamós (España)         | Medalla de plata  | Finn             |
| 1986               | El Arenal (España)       | Medalla de bronce | Finn             |
| 1987               | Kiel (RFA)               | Medalla de oro    | Finn             |
| Campeonato Europeo |                          |                   |                  |
| Año                | Lugar                    | Medalla           | Clase            |
| 1988               | Medemblik (Países Bajos) | Medalla de oro    | Finn             |

| Campeonato Mundial | Campeonato Mundial              | Campeonato Mundial | Campeonato Mundial |
| Año                | Lugar                           | Medalla            | Clase              |
| ------------------ | ------------------------------- | ------------------ | ------------------ |
| 1982               | Medemblik (Países Bajos)        | Medalla de oro     | Star               |
| 1983               | Marina del Rey (Estados Unidos) | Medalla de oro     | Star               |
| Campeonato Europeo |                                 |                    |                    |
| Año                | Lugar                           | Medalla            | Clase              |
| 1982               | Århus (Dinamarca)               | Medalla de oro     | Star               |
| 1993               | Skødstrup (Dinamarca)           | Medalla de plata   | Star               |

## Premios, reconocimientos y distinciones
- Medalla de Oro de la Real Orden del Mérito Deportivo, otorgada por el Consejo Superior de Deportes (1994)[4]
- Premio Infantas de España, al juego limpio, de los Premios Nacionales del Deporte, otorgados por el Consejo Superior de Deportes (1986)[5]
- Premio Príncipe de Asturias, al mejor deportista español, de los Premios Nacionales del Deporte, otorgados por el Consejo Superior de Deportes (1988)[6]